# Пантанґар
Пантанґар (англ. Pantnagar, гінді पंतनगर) — місто в окрузі Удхам-Сінґх-Наґар індійського штату Уттаракханд.
Місто відоме першим сільськогосподарським вищим навчальним закладом у країні, заснованим в 1960 році. Спочатку він носив назву Уттарпрадешського сільськогосподарського університету або Пантаґарського університету, а зараз відомий як Університет сільського господарства і технології імені Ґовінда Баллабха Панта (Govind Ballabh Pant University of Agriculture & Technology).
На початку 21 століття у місті був заснований промисловий парк, де діють підпріємства компаній Tata, Bajaj, Nestle і Dabur.